# JONTE'
JONTE' MOANING（ジョンテ モーニング、1982年10月9日-）は、アメリカ合衆国の黒人男性ダンサー、振付師である。オレゴン州ポートランド出身。身長173cm。

## 人物
13歳からダンスを始め、キム・ボーガロに師事してバレエ、フラメンコ、モダンダンスなどをオレゴン・バレエ・シアターで学ぶ。アフリカン・アメリカン・バレエに4年間在籍した後にニューヨークに拠点を移してアルビン・エイリー・アメリカン・ダンス・シアターでダンスのトレーニングを続ける。
タリアのコンサートのバックダンサーを務めたのを皮切りに数々のコンサート、テレビ番組、PVに出演。シアラ、マイア、プッシー・キャット・ドールズなどのバックダンサーを経験。2004年に行われた第38回スーパーボウルのジャネット・ジャクソンによるハーフタイムショーにも出演。ダンサーとしてだけでなく2006年にはNYをベースにアンダーグラウンドアーティストとして活動開始、シングル「Bitch You Betta!」を発表。2007年にはビヨンセの世界ツアーの振付・演出を任されるまでとなる。なお、ビヨンセは「自分がもし男性だったら、JONTE'になりたい」と発言している。
2009年オーストリアではLife Ball 2009にてパトリシアフィールドの紹介するデザイナーThe Blondsのファッションショーにパメラ・アンダーソンが巨大ラジカセと共に登場し、その再生ボタンを押すと『Bitch You Betta!』が始まり、JONTE'本人登場した。ヨーロッパの翌日の新聞の表紙を飾る。

## 出演
日本

### テレビ
- NHK　Eテレ
- 大！天才てれびくん（2011年5月25日）

Let's天才てれびくん-踊り、振り付け
- - （2014年度、「にっぽん・なんばあず」）
  - （2015年度、「めしどき むしゃりずむ」）
  - （2016年度、「たりないドアー」）
- フジテレビ

キャンパスナイトフジ（2009年8月21日 - 10月23日）
めちゃ2イケてるッ! やべっち寿司（2009年）−岡村、三浦先生とダンシング・ヒーロー を踊った。

### テレビCM
- ロッテアイスブレーカーズ「ブレイク・ジ・アイス」篇
- 東京モード学園「鍛える!」篇

### 舞台
- ウィズ〜オズの魔法使い〜 -　黄色い道の案内人役
  - （2012年9月28日 - 30日、KAAT神奈川芸術劇場ホール）
  - （2012年10月4日 - 7日、梅田芸術劇場メインホール）
  - （2012年10月18日 - 28日、東京国際フォーラムホールC）
  - （2012年11月3日 - 6日、中日劇場）